# Maite Centol
Maite Centol (Logroño, La Rioja 1963) es una artista española.

## Biografía
Estudió en la escuela de artes de Oviedo en la especialidad de diseño gráfico. En ese mismo centro, realizó su primera exposición individual en 1987. El director del Centro Botín de Santander y exdirector de LABoral, Benjamin Weil define a Maite Centol como una “activista del arte."
Antes de retornar a Gijón, donde vive y trabaja en la actualidad, realizó diversas obras en Chile, Suecia, Valencia, La Rioja y México. Tiene obra expuesta en el museo de Bellas Artes de Asturias, en la Consejería de Cultura del Principado de Asturias, en la Fundación Cajastur y en la colección Monte de Piedad de Sevilla. 

## Obra
La arquitectura es el elemento esencial de su obra. En ella busca la humanización de la geometría y que sus cuadros sobresalgan, con colores llamativos que traspasan la bidimensionalidad de la obra pictórica. La primera parte de su obra tiene un estilo neoexpresionista. Más tarde utilizó empastes de tonos más ácidos. En 1990 realizó una serie de bandejas de cartón y grafismos sobre diversos soportes como madera quemada o prensada y pizarra. Dibujos elementales con un colores austeros. 
Centol ofrece escenografías en las que disfrutar del silencio, a veces angustiante, de la geometría abstracta de los objetos, con obras pictóricas de reducido tamaño, reduccionistas y minimalistas. En su trayectoria, fue dejando la abstracción para abrirse al activismo artístico. 
La crítica la define como uno de los mayores adalides del arte contemporáneo asturiano por obras como Geografía sonora, expuesta en 2009. Esta obra es una instalación sonora sobre la lengua asturiana con ayuda de la toponimia. 

## Exposiciones
- 1992 VI edición del Bienal de Arte de Ciudad de Oviedo

- 1993 No morder las superficies pintadas
- 1994 Estudio del artista egoísta
- 1996 participa en los Movimientos innecesarios
- 1999 Retícula 3
- 2001 No quiero perder los sueños. Aquí la artista realiza una investigación pictórica sobre el dibujo, ayudándose de un soporte de vídeo y post performances.
- En 2003 empieza a coordinar el Espacio de Creación didáctica en Gijón.
- 2005 Lugares para vivir solo con la imaginación, una intervención en el espacio público con sonido estridente. Presentada en la galería Diáspora.

- En 2006 se convierte en la primera artista en recibir una beca de Domingo Sánchez-Jardines del Robledo.[2]
- Un año después presenta En el buen lugar, primero en el entorno románico de Villaviciosa y más tarde en el Jardín botánico atlántico de Gijón., mezclando elementos lingüísticos e icónicos.
- También en 2007, participó en la exposición Arte y sexos, promiscuidad en el grupo del arte contemporáneo, parte del programa "Educación Sexual con arte" del Conseyu de la Mocedá del Principáu de Asturies.[3]
- En 2008 realiza una acción llamada Yo soy la intrusa dentro de un proyecto conjunto llamado Peregrinatio de Sagunto (Valencia).[4]
- En 2013, la galería Guillermina Caicoya volvió a exponer la obra de Centol, en este caso 35 dibujos de líneas cinéticas radiales, donde la artista volvió a utilizar la geometría y las líneas rectas como parte de su obra pictórica.
- En 2017 expuso D.U.D.A. sobre la incertidumbre en el centro de cultura Antiguo Instituto. En este caso, la obra consta de tres espacios distintos en forma y desarrollo que se relacionan entre sí generando un debate sobre la incertidumbre, sobre lo que se sabe y lo que no. Preguntas que la artista achaca a la realidad humana. La tercera parte de esta construcción es una colaboración con Juan Larrañaga, un collage con materiales del pasado siglo para simular el latir de un corazón. Centol expuso ese mismo año en la galería Guillermina Caicoya. Resistencia y contradicción, obra que retorna a la reflexión plástica de la artista en torno a figuras geométricas y líneas rectas.

Desde 2012, coordina el proyecto VITRINA, una muestra del arte contemporáneo en Gijón.